# 매도랑
매도랑(鷹渡狼)은 인천광역시 중구 덕교동(행정동 : 용유동) 산105 번지의 면적 1만2632 m²인 작은 무인도로, 영종도(옛 용유도)의 부속섬이다. 영종도에서 남쪽으로 0.7 km 떨어져 있다.

## 같이 보기
- 한국의 섬